# Brinovščica

Lega kraja v Atlasu okolja

Brinovščica je gručasto naselje v Občini Ribnica. Leži na jugu Velikolaščanske pokrajne, na vrhu oble vzpetine v Slemenih, ob krajevni cesti Sveti Gregor–Žimarice. 
Vršni del pokrivajo travniki in košenice. Na bolj strmih, živahno razrezanih pobočjih na jugu nad dolino ponikalnice Bistrice raste iglasti gozd.